# Francis Brennan
Francis John Joseph Brennan (Shenandoah, 7 mei 1894 - Philadelphia, 2 juli 1968) was een Amerikaans geestelijke en kardinaal van de Rooms-Katholieke Kerk.
Brennan, zoon van James Brennan en Margaret Connors, bezocht het seminarie St. Carolus Borromeus in Overbrook en studeerde vervolgens aan het Pauselijke Athenaeum San Apollinare in Rome en aan het Pauselijk Romeins Seminarie aldaar. Hij werd op 3 april 1920 priester gewijd door kardinaal-vicaris Basilio Pompilj. Na zijn terugkeer in de Verenigde Staten was hij enkele jaren werkzaam in het pastoraat en doceerde hij aan het seminarie van Overbrook. Tussen 1937 en 1940 was hij officiaal van het aartsbisdom Philadelphia. In 1940 keerde hij terug naar Rome waar hij auditor werd van de Sacra Rota Romana, een van de drie pauselijke rechtbanken.
Paus Johannes XXIII benoemde hem tot deken van de Rota op 14 december 1959. Paus Paulus VI benoemde hem op 10 juni 1967 tot titulair aartsbisschop van Tubunae in Mauritania. Hij ontving zijn bisschopswijding uit handen van kardinaal Eugène Tisserant, deken van het College van Kardinalen. Tijdens het consistorie van 26 juni datzelfde jaar werd hij kardinaal gecreëerd. De Sant'Eustachio werd zijn titeldiakonie. Op 15 januari 1968 werd hij benoemd tot prefect van de Congregatie voor de Goddelijke Eredienst en de Regeling van de Sacramenten.
Hij overleed de zomer van hetzelfde jaar, na een hartaanval, toen hij op vakantie was in zijn geboorteland. Zijn lichaam werd bijgezet in de metropolitane kathedraal van Philadelphia.
- International Standard Name Identifier: 0000 0000 4333 5418
- Library of Congress Control Number: no00066175
- Virtual International Authority File: 29079233
- WorldCat: E39PBJth39Hpb76mpwyYjQcQMP